# Henry Hyde (Politiker)

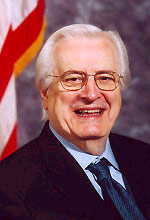
Henry Hyde

Henry John Hyde (* 18. April 1924 in Chicago, Illinois; † 29. November 2007 ebenda) war ein US-amerikanischer Politiker. Zwischen 1975 und 2007 vertrat er den Bundesstaat Illinois im US-Repräsentantenhaus.

## Werdegang
Henry Hyde besuchte die öffentlichen Schulen seiner Heimat. Während der Endphase des Zweiten Weltkrieges diente er zwischen 1944 und 1946 in der US Navy, deren Reserve er bis 1968 angehörte. Nach dem Krieg studierte er bis 1947 an der Georgetown University in Washington, D.C. Nach einem anschließenden Jurastudium an der Loyola University in Chicago und seiner 1949 erfolgten Zulassung als Rechtsanwalt begann er in diesem Beruf zu arbeiten. Seit 1952 war er Mitglied der Republikanischen Partei. Zwischen 1967 und 1974 saß Hyde als Abgeordneter im Repräsentantenhaus von Illinois. In den Jahren 1971 und 1972 führte er dort die Fraktion der Republikaner. Von 1958 bis 1974 war er auch Delegierter auf den regionalen republikanischen Parteitagen in Illinois.
Bei den Kongresswahlen des Jahres 1974 wurde Hyde im sechsten Wahlbezirk von Illinois in das US-Repräsentantenhaus in Washington gewählt, wo er am 3. Januar 1975 die Nachfolge von Harold R. Collier antrat. Nach 15 Wiederwahlen konnte er bis zum 3. Januar 2007 insgesamt 16 Legislaturperioden im Kongress absolvieren. Er initiierte die nach ihm benannte Bundesgesetzgebung, die Finanzhilfen für Schwangerschaftsabbrüche bis auf wenige Ausnahmen untersagt (Hyde Amendment). Im Jahr 1986 gehörte er zu den Abgeordneten, die ein Amtsenthebungsverfahren gegen Bundesrichter Harry E. Claiborne führten; 1998 war er auch am geplanten Impeachment gegen Präsident Bill Clinton wegen der Lewinsky-Affäre beteiligt.
Während Hyde dieses Verfahren anführte wurde 1998 der Artikel „This Hypocrite Broke Up My Family“ (Dieser Heuchler zerstörte meine Familie) veröffentlicht, der über eine außereheliche Affäre Hydes zwischen 1965 und 1969 mit einer Frau namens Cherie Snodgrass berichtete. Als diese Affäre bekannt wurde, verließ ihr Ehemann sie und reichte die Scheidung ein.
Von 1995 bis 2001 leitete Hyde den Justizausschuss und von 2001 bis 2007 das Committee on International Relations. In seine Zeit als Abgeordneter fielen die Terroranschläge am 11. September 2001, der Irakkrieg und der Militäreinsatz in Afghanistan.
Hydes Zeit als Kongressabgeordneter war nicht frei von Schattenseiten. Anfang der 1980er Jahre war er in den sogenannten Savings and Loan Scandal verwickelt, ohne aber verurteilt zu werden. Während der Iran-Contra-Affäre verteidigte er die Regierung unter Präsident Ronald Reagan. Im Jahr 2006 verzichtete er auf eine weitere Kandidatur. Er starb am 29. November 2007 in Chicago.